# 電子音樂

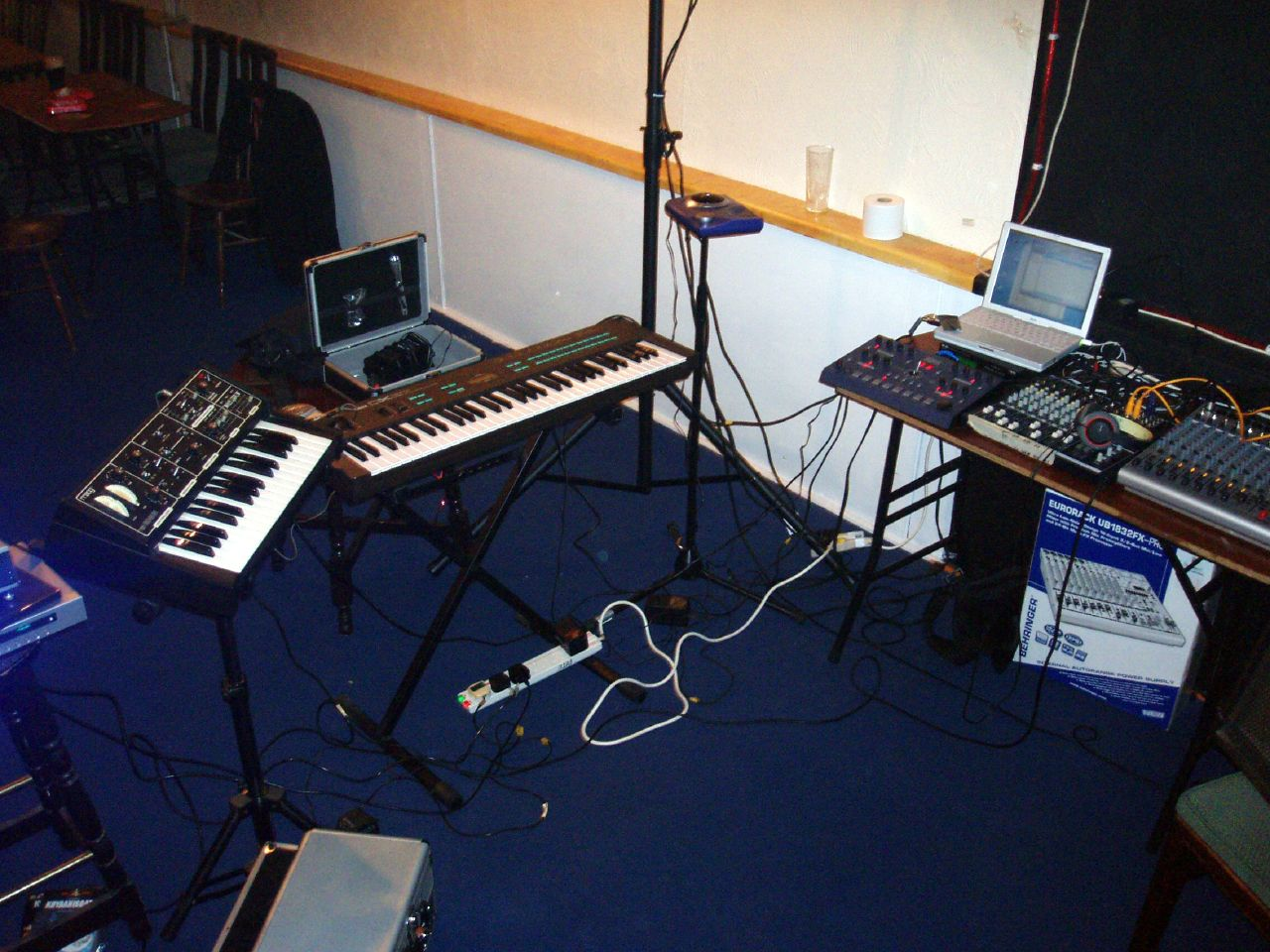
現代化電子音樂工作室（1998年）

電子音樂（英語：Electronic music），亦簡稱電聲、电音，是使用電子樂器以及電子音樂技術來製作的音樂；而創作或表演這類音樂的音樂家則稱為電子音樂家。一般而言，使用電子機械技術與使用電子技術製作的聲音是可以區別的。使用電子機械製造聲音的設備有電傳簧風琴、漢門式電風琴與電吉他；而純粹的電子聲音製造設備則有特雷門、聲音合成器與電腦。
電子音樂一度幾乎完全與西方，特別是歐洲的藝術音樂連結，但自從1960年代晚期以後，因爲摩爾定律造就了堪足支付的音樂科技，意味著使用電子方式製作音樂變的越來越在各國不同區域流行的領域普及與發揚起來。今日的電子音樂包含各式各樣以及範圍從實驗藝術音樂到流行形式如電子舞曲。

## 起源：19世紀晚期到20世紀早期

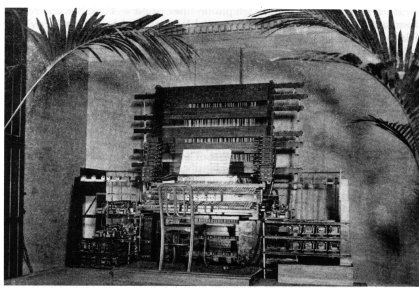
電傳樂器，泰岱斯·卡希爾，1897

聲音紀錄能力常連結到電子音樂的產生，但不是絕對必要。最早的聲音記錄裝置是1857年由法國人愛德華-里昂·史考特·迪馬丁維爾（Édouard-Léon Scott de Martinville）註冊專利的聲波記錄儀（phonautograph）。它外表上可以記錄聲音，但是無法回放。
1876年，工程師耶里夏·葛雷（Elisha Gray）發表了電子機械震盪器的專利。這個「音樂電報」由他於電話科技的實驗以及早期尚存的電子聲音製作的專利演變出。這個震盪器由亞歷山大·格拉漢姆·貝爾為早期的電話延伸出來。1878年，湯瑪斯·愛迪生由此震盪器進一步發展出留聲機，跟史考特的裝置類似，都使用了活塞。雖然活塞繼續被使用一段時間，1887年愛米爾·貝利納發展出了碟式的留聲機。李·德富雷斯特於1906年的發明——3極真空管在之後的電子音樂有深刻的效果。它是第一個熱電子閥或者稱真空管，導致電路可以創造且放大音樂訊號、放送廣播波形、計算數值，並且進行其他各種功能。
在電子音樂以前，作曲家們對於使用科技創作新興音樂有著逐漸增加的期望。一些儀器使用電子機械設計來創造出並且鋪陳出之後電子樂器的興起。一個叫做電傳簧風琴的電子機械儀器於1898年至1912年由泰岱斯·卡希爾發展出。然而，因為它巨大體積所造成的不便阻礙了它被大量採用機會。最常被提及的一項早期電子樂器為特雷門，由李昂·特雷門教授於1919年至1920年發明，是以手控制無線電波來製造聲音。其他早期的電子儀器包括1915年由李·德富雷斯特發明的三極真空管鋼琴；1926年由尼可萊·歐布科夫發明的十字發聲器；以及1926年法國人莫里斯·馬特諾發明的馬特諾音波琴，後者被法國作曲家奧立佛·梅湘使用於知名的愛之交響曲，以及他之後的作品當中。馬特諾音波琴還被安德烈·若利韋等其他主要的法國作曲家們所採用。

### 新音樂美感的描述
1907年，也就是三極真空管發明後的一年，意大利鋼琴家及作曲家費盧西奧·布索尼出版了《音樂新美感的描述》（Sketch of a New Esthetic of Music），裡頭討論到電子及其他新聲源在未來音樂的應用。他寫到未來在音樂的調微音調尺度，可能被卡希爾的電傳裝置加以實現：「只有長期而仔細的系列實驗，以及持續的對耳朵加以訓練，才能在將來的世代以其藝術裡，令這種不熟悉的素材變成可達成且可塑造。」
布索尼在《音樂新美感的描述》中也陳述：
音樂作為一種藝術，即我們常稱的西方音樂，已經幾乎有400年的古老歷史；目前仍處於一種發展狀態，可能是超越現今概念的最初發展，然而我們談論「古典」以及「神聖的傳統」，卻已經有很長一段時間了！
我們有著公式化的規矩，指定的原則，嚴格發號施令；……我們用這些規則培育一無所知的孩子！
如此年轻的孩子，已足以令人察覺其擁有耀眼的特質，這特質令其明顯超越所有的姐姐。制訂規則者將看不見這非凡的特質，免得他們的規則被丟入風中。這孩子漂浮在空中！並非以腳接觸地面，不知道萬有引力定律，近乎無形。其材質透明，是能發出聲響的空氣，幾乎就是大自然本身。它是——自由的！
然而自由是人類從未完全體會的東西，從未完整實現。他們也未能識別或承認。
他們否認這孩子的任務；他們令其背負沉重壓力。這個有活力的傢伙必須體面的走路，就像其他人一樣。可能幾乎不被允許跳躍——但他將娛快地跟隨彩虹的的軌跡，並且利用雲朵來切開太陽的光線。

經由此一著作，以及個人的直接接觸，布索尼深深地影響了許多音樂家及作曲家。可能是他最著名的弟子埃德加·瓦雷兹就說道：
我們在一起討論未來世界會有什麼樣的音樂方向，甚至，是否應該繼續受到調音系統的約束。他（布索尼）哀嘆他自己的鍵盤樂器讓我們的耳朵調適成只能接受自然界無限多聲音階層中的極小部分。他對我們剛知道的電子樂器非常有興趣，記得特別清礎的是當他讀到電傳簧風琴那一刻。經由他的各種著作，我們可以發現對於未來音樂的預測已經一次又一次成真。事實上，幾乎沒有一項發展他沒預測到，例如這個極不尋常的預言：「我幾乎認為在這新的偉大音樂裡，機器也將會變得必要，並且會在裡頭分配到一定的角色。也許，工業也是，將會在藝術境界的提昇上佔有一定的地位。」

### 未來派藝術家
在義大利，未來派藝術家以另一角度來達成音樂美學的改變。未來派藝術家哲學中的一個主要信念是珍視「噪音」，並且將之前沒有被考慮，甚至離音樂性有點遙遠的聲音藝術和表現價值置放進來。巴利拉·普拉特拉在其著作《未來音樂的技術宣言》（1911年）中陳述到他們的信條是：「展示民眾、大工廠、鐵路、大西洋客輪、戰艦、汽車及飛機的藝術靈魂。將機器以及電子的勝利王國領域加入音樂史詩的偉大中央主題。」
1913年3月11日，未來派藝術家路易吉·盧梭羅將他的宣言《噪音的藝術》出版。1914年4月21日，他在米蘭舉辦第一次的「噪音的藝術」音樂會。其中使用到他的吟誦噪音（Intonarumori），據盧梭羅自己表示為「聲學的噪音儀器，其聲音（怒吼、呼嘯、攪亂、汩汩水聲等……）由人手啟動，並且經由喇叭跟話筒來投射。」6月，他在巴黎舉辦了幾場類似的音樂會。

### 1920年代到1930年代
這十年帶來了大量的早期電子樂器，以及第一次使用電子樂器作曲。第一部電子樂器稱為以太發聲器（Etherophone），是李昂·特雷門（出生時叫列夫·特雷門）於1919至1920年間在列寧格勒創造出來，後來重命名為特雷門。它帶領出第一次針對電子樂器的作曲，與噪音製造器及其再衍生設備形成對比。1929年，約瑟夫·席林格創作了《特雷門與管弦樂團第一組曲》（First Airphonic Suite for Theremin and Orchestra），於克里夫蘭管弦樂團進行首演，並由李昂·特雷門擔任獨奏。
除了特雷門之外，馬特諾音波琴於1928年由莫里斯·馬特諾發明，並在巴黎首次露面。
隔年，喬治·安泰爾第一次為機械裝置、電子噪音製造器、馬達及擴音器作曲，應用於他未完成的歌劇《花先生》（Mr. Bloom）。
錄音設備的發明使得電子音樂有了跳躍式的演進。1927年，美國發明家J·A·歐尼爾（J. A. O'Neill）利用在橡膠表面塗布一層磁性物質，開發了一種錄音裝置，然而在商業上卻失敗了。兩年後，勞倫斯·漢門為製造電子樂器而建立了他自己的公司。他繼續製造漢門式電風琴，這是基於特雷門的原理，並伴隨包括早期迴響裝置等其他發明。漢門與約翰·漢那特（John Hanert）、C·N·威廉斯（C. N. Williams）繼續合作開發其它電子樂器，例如諾瓦合音琴是由漢門的公司於1939至1942年間製造。
用於電影藝術上的光學聲音紀錄方法讓聲音的影像可視化變為可能，除此以外也領悟到另一面—從一人造的聲音波形來合成聲音。在同一時期，聽覺藝術實驗開始進行，早期的參與者有崔斯坦·查拉、柯特·希维特斯及菲利波·托馬索·馬里內蒂等人。

## 發展：1940年代至1950年代

### 電子聲學錄音帶音樂

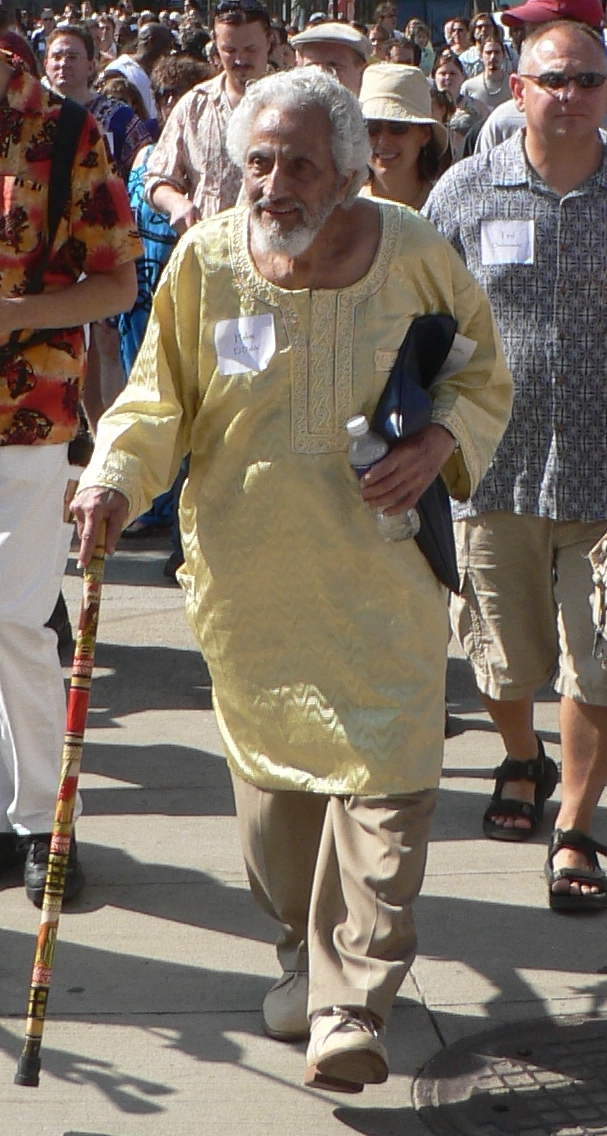
哈利姆·埃爾-達巴在2009的克里夫蘭嘉年華會。

低傳真磁性鋼絲錄音大約從1900年就開始使用。到了1930年代初期，電影工業開始轉換成基於光電池而開發的新型光學式聲音伴隨影片錄像系統。大約在同一時期，德國電子公司AEG發展出第一套實用化錄音帶系統「磁音機」K-1，並於1935年8月在柏林國際廣播展發表。磁帶比唱片在錄音技術上有更大的彈性，可以重新再錄，亦可以剪接。自此以後，磁帶被廣泛應用於收音機廣播及有聲電影。
在第二次世界大战期間，瓦爾特·韋伯（Walter Weber）再發現並且應用了交流偏磁技術，該技術藉由加入一個聽不見的高頻音調，戲劇性地改善了磁性錄音的保真度。它將1941年份K4磁音機的頻率曲線延伸至10kHz，並且提昇動態範圍至60dB，超越當時所有已知的錄音系統。
早在1942年，AEG就已經進行立體聲錄音的測試。然而這些裝置和技術一直對德國以外地區保密，直到二次大戰結束，當時被捕獲的磁音式錄音機及數卷法本公司生產的氧化鐵錄音帶被傑克·穆林等人帶回美國。後來Ampex公司就在這些錄音機及帶子的基礎上，發展出美國製造的第一部商業化專業帶式錄音機Model 200，並獲得藝人平·克勞斯貝的支持，而他也成為第一批將廣播節目及專業錄音室錄音複製在錄音帶上的藝人之一。
磁性錄音帶為音樂家、作曲家、製作人及工程師在聲音表現的能力上開拓了一個廣大的空間。錄音帶相對便宜而且非常可靠，它重製的保真性也比當時任何的聲音保存媒介更好。更重要的是，它提供如同電影膠卷般的操作可塑性，而不像唱片一樣死板。帶子可以在錄音或是播放期間減速、加速或甚至倒帶，因而常有著驚人的效果。它幾乎可以如同電影膠捲一般在實體上編輯，允許錄音裡不需要的段落被無縫的移除或置換；同樣地，其他來源的錄音帶段落可以被編輯進去。錄音帶也可以結合成無止盡的迴圈效果，也就是重複播放先錄好的素材。音效放大器以及混音設備可進一步擴展了錄音帶的表現能力，允許多重預錄各種聲音（現場聲音、演說或音樂），再加以混合並同時錄製到其他帶子，僅會有相當些微的保真度損失。其他預料之外的收穫是錄音機可以相對簡單地修改成迴音機，用來製作複雜而可控制的高品質回聲及混響效果（這些大部分不可能以機械方式達成）。
錄音帶的擴散最終導致了電子聲學錄音帶音樂的發展。第一個已知的例子是1944年由哈利姆·埃爾-達巴作曲的，當時他的身份是埃及開羅的一個學生。他利用笨重的鋼絲錄音機錄製具有古老傳統的薩爾典禮，並在中東廣播電台錄音室使用混聲、回聲、電壓控制以及再錄製處理這素材。該成果命名為《薩爾的表達》（The Expression of Zaar），並於1944年在開羅的一個藝廊演出。雖然他以錄音帶為基礎所作成的初步實驗並未傳播到埃及以外地區，埃爾-達巴仍然以其後來在1950年代晚期於哥倫比亞-普林斯頓電子音樂中心所創作的電子音樂作品而廣為人知。

### 法國具體音樂
在此前不久，巴黎的作曲家也開始利用錄音帶來發展一種稱為具體音樂的新作曲技術。這項技術牽涉到將事先錄好的大自然與工業聲音的片段編輯在一起。巴黎的第一個具體音樂片段是由皮耶·薛菲組合而成，他後來則與皮耶·亨利合作。
1948年10月5日，法國廣播公司（RDF）播送了作曲家皮耶·薛菲的作品《火車習作》（Etude aux chemins de fer）。這是《噪音的五項研究》（Cinq études de bruits）的第一個樂章，標誌了錄音室實際化與具體音樂（或聽覺藝術）的開始。薛菲採用一部切割圓盤用的車床、四部錄音轉播機、一部四頻道混音機、濾波器、一間回音室以及一套可攜式錄音設備。在此後不久，亨利開始與薛菲合作，這個合作關係可能對電子音樂的方向有深刻而持久的影響。另一位薛菲的夥伴埃德加·瓦雷兹開始創作《沙漠》，一首為室內樂團與錄音帶創作的作品。錄音帶的部分在皮耶·薛菲的錄音室製作，並且之後在哥倫比亞大學作修訂。
1950年，薛菲在巴黎高等音樂師範學院舉行了具體音樂的第一次公開音樂會（非廣播）。「薛菲使用一套公共播放系統、好幾部錄音轉播機以及混音器。這個表演並不夠好，因為使用錄音轉播機創造現場綜合表演的手法從來沒有被做過。」同年稍後，皮耶·亨利與薛菲共同創作了具體音樂的第一個主要作品《孤獨人交響樂》（Symphonie pour un homme seul）。1951年，由於世界潮流所趨，RTF（原RDF合併電視業務而成）在巴黎建立了第一個製作電子音樂的錄音室。同樣在1951年，薛菲與亨利為具體音樂與人聲創作了一部歌劇《奧菲斯》（Orpheus，希臘神話中彈豎琴的名手）。

### 德國電子音樂

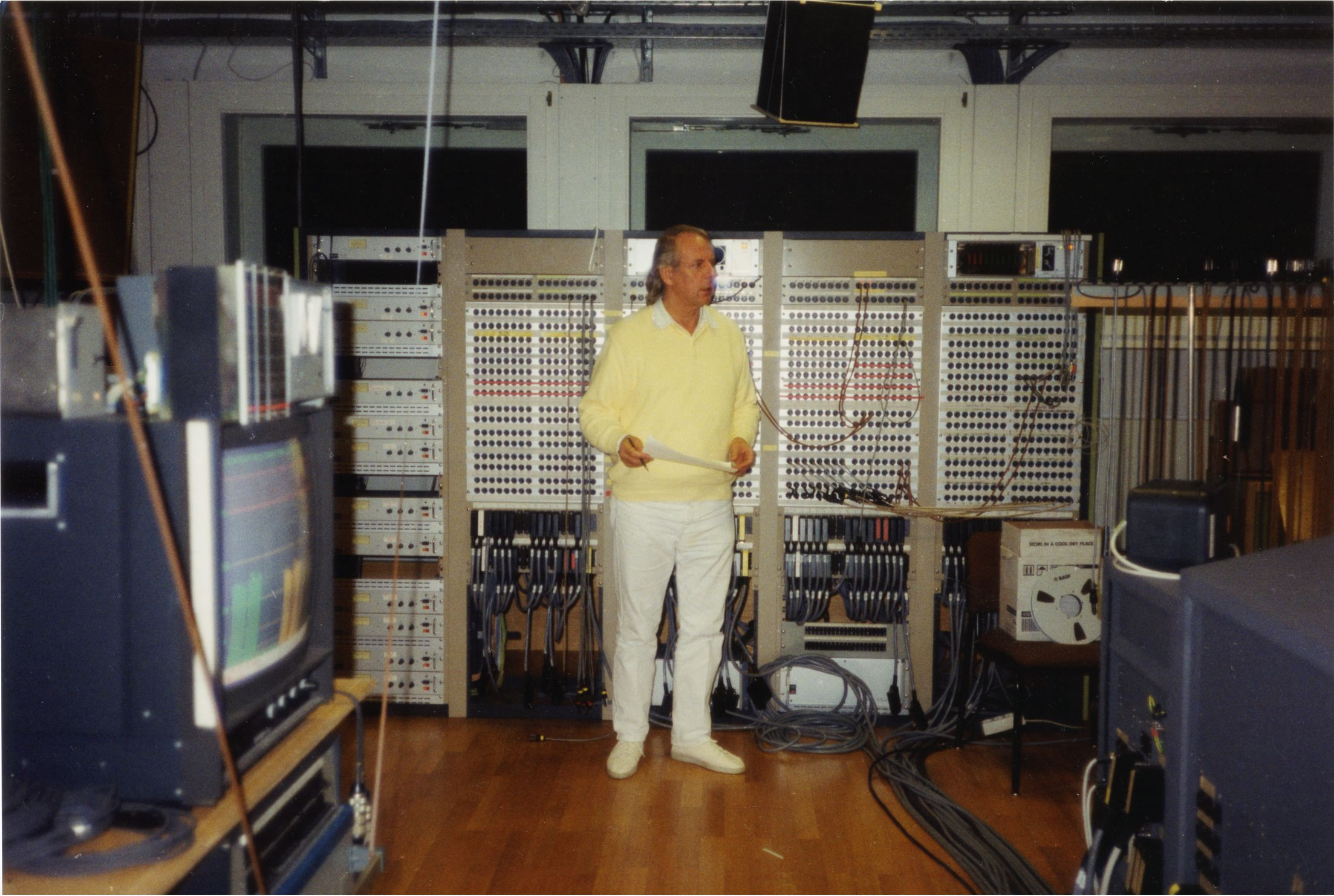
卡爾海因茲·史托克豪森在電子音樂錄音室WDR，德國科隆，1991

卡爾海因茲·史托克豪森曾於1952年在薛菲的錄音室短暫工作過，之後多年都在WDR位於科隆的錄音室從事電子音樂工作。
1953年，NWDR在科隆正式設立廣播錄音室，後來成為全世界最有名的電子音樂錄音室。其實早在1950年該錄音室就已著手籌備，並在1951年就有產出作品並進行廣播。該實驗室是威納·梅爾-艾普勒、羅伯特·貝爾（Robert Beyer）與赫伯持·艾默特（他成為第一個編輯者）等人的智慧結晶，不久又加入了卡爾海因茲·史托克豪森與哥特弗里德·邁可·寇尼格。梅爾-艾普勒曾於1949年在他的論文《電子發聲器：電子音樂與合成語音》（Elektronische Klangerzeugung: Elektronische Musik und Synthetische Sprache）中推想出完全以電子製作信號合成音樂的概念；在這方面，德國的電子音樂明確地與法國的具體音樂區分開來，因為具體音樂是使用實際聲音作為來源。
「由於施托克豪森及卡赫尔的坐陣，該錄音室變成一年到頭參訪者絡繹不絕、極富魅力的前衛大本營。」這是在兩次結合電子產出聲音與傳統管弦樂團的作品——《混合》（1964年）與 《讚美詩，第三區與管弦樂團》（1967年）發表後所獲得的評價。史托克豪森表示他的聽眾反應說他的電子音樂帶給他們一個「外太空」的體驗、飛行的感覺或是感覺身處「奇幻夢境」。最近，史托克豪森改在他位於屈爾滕的私人錄音室製作電子音樂，他的最新作品在傳媒中叫做《宇宙脈動》（2007年）。

### 日本電子音樂
當早期的電子樂器例如馬特諾音波琴、特雷門與特勞烏特琴在第二次世界大戰前的日本仍極少為人所知時，當時的一些作曲家如柴田南雄就已經知道這些樂器。戰爭結束後好幾年，日本音樂家開始實驗電子音樂；在一些機構的贊助下，作曲家得以應用最新的聲音錄製及處理設備。這些努力展現亞洲音樂與新興潮流的融合，並且最終為日本在數十年後成為音樂科技發展的主宰者鋪設了一條道路。
隨著電子公司索尼（當時稱為東京通信工業株式會社）於1946年的創建，兩位日本作曲家武滿徹與柴田南雄於1940年代晚期各自寫到關於電子科技製作音樂的可能應用。在1948年，武滿徹構想出一項新科技，可以「在一個小而擁擠管子內，將噪音與協調的音樂旋律結合在一起。」此與同年度皮耶·薛菲的具體音樂概念頗為相似。當時武滿徹的構想並未受到注目，並持續了好幾年。1949年，柴田南雄提出「一種高性能樂器」，可以「合成任何類型的聲波」並且「非常容易操作」，他預測有了這種樂器，「音樂的情境將有突破性的改變」。同年，索尼發展出磁帶錄音機G-Type，它成為法庭及政府機關裡最受歡迎的錄音裝置，也導致索尼於1951年發表家庭用版本H-Type。
1950年，一群音樂家共同成立「實驗工坊」電子音樂工作室，使用Sony磁帶錄音機製作實驗性電子音樂。參與的音樂家有武滿徹、秋山邦晴及湯淺讓二等。Sony贊助該工作室，讓音樂家們得以接觸最新的音頻科技，同時也雇用武滿徹創作磁帶音樂來展示其磁帶錄音機，並舉辦音樂會。該團體最早產出的電子磁帶音樂作品是《被束縛的女人》（日語：囚われの女）及《作品B》（Piece B），由秋山邦晴於1951年完成。他們創作的許多電聲音樂錄音帶作品常被用於廣播、電影及劇場的配樂。他們也舉辦了一些音樂會，例如1953年的《實驗工作坊，第五次展示》，該場使用一部由Sony發展的自動投影機器，讓投影展示與錄製於錄音帶上的原聲音樂同步化變為可能；他們在Sony的工作室使用相同裝置製作了此場音樂會的錄音磁帶。這場音樂會伴隨著他們製作的實驗性電子聲學磁帶音樂，形同為那年稍後引進日本的具體音樂預作了準備。除了實驗工坊以外，有幾位作曲家如芥川也寸志、富永三郎與深井史郎也於1952至1953年間進行了製作廣播聲效磁帶音樂的實驗。
日本經由黛敏郎引進了具體音樂，他在1952年參與了薛菲在巴黎的音樂會。回到日本以後，他為1952年的喜劇片《純情的卡門》實驗性製作了一個簡短的磁帶音樂作品，並且製作了《X、Y、Z為具體音樂》，於1953年由日本文化放送（JOQR）電台播放。黛敏郎也為三島由紀夫的1954年廣播劇《拳擊》製作了另一首具體音樂作品。然而，薛菲的法國概念「聲音物件」並沒有影響到日本作曲家，取而代之的是他們的主要興趣——音樂科技，如同黛敏郎所言，克服「人類表現材料與範圍」的限制。這導致了一些日本電聲音樂家使用序列主義和十二音技法於作品上，例子有入野義朗的1951年十二音體系作品《照相機的音樂會》（意大利語：Concerto da Camera）、黛敏郎的《X、Y、Z為具體音樂》及其後柴田南雄的1956年電子音樂作品。
在建立於1953年的科隆錄音室引導下，日本NHK公司也於1954年在東京建立了電子音樂全球領先機構之一的「NHK錄音室」，配備有音調產生及音訊處理設備、錄音與聲光設備、馬特諾音波琴、單弦樂器以及旋律和弦發聲器、正弦波震盪器、帶式錄音機、鳴響調諧器、帶通濾波器及4通道與8通道混音器。該錄音室相關的音樂家有黛敏郎、柴田南雄、湯淺讓二、一柳慧以及武滿徹。錄音室的第一批電子音樂作品於1955年完成，包括黛敏郎使用錄音室的各種音調產生設備製作的5分鐘作品系列：《研習一：依質數比例的正弦波音樂》、《依依質數比例的協調波音樂》及《方波與鋸齒波的發明》，以及柴田南雄的20分鐘立體聲作品《為立體聲廣播的具體音樂》。
在電子樂器製造方面，梯郁太郎於1940年代晚期成立了一個「梯錶店」修理工坊，專門修理手錶跟收音機；其後於1954年成立「梯無線」。它在1960年發展成為專門製造電子音樂設備的王牌電子工業公司，並且在1972年成為樂蘭公司。梯郁太郎於1955年開始製作電子樂器，目標是創造能產生單聲部旋律的設備。1950年代晚期，他製造特雷門、馬特諾音波琴及電子琴，並且在1959年製作出夏威夷吉他放大器與電子風琴。

### 美國電子音樂
在美國，電子音樂早在1939年便已被創造出來，當時約翰·凱吉發表了《想像的風景》，使用兩部可變速的唱機轉盤、頻率錄音機、無聲鋼琴及鐃拔。凱吉於1942至1952年間又陸續創作了另外四首《想像的風景》系列作品，全部都包含了電子元素。1951年，後來與凱吉合作的莫頓·費爾德曼創作了一首名為《邊緣交叉》的作品，以風聲、銅管樂器、敲擊樂器、弦樂器、兩個震盪器及極有吸引力的音效譜寫，並且搭配費爾德曼的圖解。
「磁帶音樂計畫」是由紐約派的成員（約翰·凱吉、厄爾·布朗、克利斯提安·沃爾夫、大衛·德鐸及莫頓·費爾德曼）創建，並且維持了3年，直到1954年才結束。凱吉為這個合作寫到：「在這個黑暗的社會裡，然而厄爾·布朗、莫頓·費爾德曼及克利斯提安·沃爾夫的作品持續展示了智慧的光亮，為一些觀點作註解、表演以及試聽，此一行動是刺激的。」
凱吉於1953年完成了《威廉姆斯混音》，當時他於為「磁帶音樂計畫」工作。這個團體沒有固定的機構，必須依賴向商業聲音錄音室借用時段，包括貝貝與路易斯·貝隆錄音室。

### 哥倫比亞-普林斯頓中心
同年，哥倫比亞大學為了音樂會的錄音，購買第一套帶式錄音機——一套專業的Ampex機器。弗拉基米爾·烏薩切夫斯基當時在哥倫比亞大學音樂系負責這個裝置，並且幾乎立刻開始對它進行實驗。
赫伯特·盧斯柯爾（Herbert Russcol）寫到：「不久他被這套可以自行達成的聲響迷住了，藉由錄下樂器聲音，並且之後將它們互相重疊。」烏薩切夫斯基之後說道：「我意外地領悟到錄音機可以被視為一個聲音轉變的儀器。」1952年5月8日，在哥倫比亞大學麥克米林（McMillin）劇院裡，烏薩切夫斯基於他所創立的作曲家論壇中呈現了數種錄音帶音樂及他製作的音效展示。該次展示包含了變調、迴響、實驗、組合以及水下華爾滋。在一次訪談中，他說道：「在紐約的公開音樂會中，我呈現了一些我發現的例子，伴隨著我曾經為傳統樂器所創作的樂曲。」奧托·呂寧參與了這場音樂會，他記錄：「他所配置的設備包含一部Ampex磁帶錄音機……及由年輕的天才工程師彼得·冒齊（Peter Mauzey）所設計的一個簡單盒狀裝置，用來創造一種機械式迴聲形式的回饋效果。其他設備是借來的或以個人資金購買的。」
就在3個月後的1952年8月，烏薩切夫斯基在呂寧的邀請下，前往佛蒙特州本寧頓展示他的實驗。在那裏，兩人合作創造出各式各樣的作品。呂寧描述這件事：「備有耳機以及一支長笛，我展開了自己的第一次磁帶錄音機作曲。我們彼此都是熟練的即席演奏者，而這個媒介點燃了我們的想像。」他們在一場非正式的派對上表演了一些早期作品，在那裏「一群作曲家相當慎重地恭喜我們說：『就是這個』（『這個』指的是未來的音樂）。」
消息很快就傳到了紐約市。奧利佛·丹尼爾（Oliver Daniel）打電話邀請兩人「為美國作曲家聯盟及廣播音樂公司贊助，由李奧波德·史托考夫斯基指揮，在紐約現代藝術博物館舉辦的十月音樂會創作一些簡短的作品。在一陣猶豫之後，我們同意了……亨利·考埃爾安排他位於紐約州伍德斯托克的住家及錄音室，以供我們使用。我們用烏薩切夫斯基車子的後行李箱放置借來的設備，便離開本寧頓前往伍德斯托克，並在那裡停留兩個星期……1952年9月末，這間移動實驗室抵達了烏薩切夫斯基位於紐約的房間，在那裏我們終於完成了這些作品。」
兩個月後的10月28日，弗拉基米爾·烏薩切夫斯基與奧托·呂寧推出美國第一個錄音帶音樂的音樂會。音樂會曲目包含了呂寧的《太空中的幻想》（1952年）——利用熟練的橫笛錄音的「一首印象主義藝術大師作品」，以及《低速》（1952年）——一首「採用遠低其自然音域的奇特長笛作品。」兩首作品都是在亨利·考埃爾位於紐約州伍德斯托克的家中創作的。在幾場轟動紐約的音樂會之後，烏薩切夫斯基與呂寧被邀請到NBC的《今日秀》現場節目作訪問與展示——這是第一次在電視播送的電子聲音表演。呂寧描述這件事：「我即席表演了一些為磁帶錄音機所創作的（長笛）系列作品，烏薩切夫斯基當場就把它們作了電子轉換。」
1954年見證了以今日角度來看，才是真正電子加聲學作品的出現。那一年有三首重要作品舉行首演：瓦雷茲的《沙漠》是為室內樂團以錄音帶聲音而創作；另外兩首是呂寧與烏薩切夫斯基的作品：《為路易斯維爾交響樂團的狂想曲變奏》及《循環與鐘聲的一部史詩》，均為交響樂團及錄音帶而創作。由於曾在薛菲的錄音室工作過，瓦雷茲作品的錄音帶部分所含的具體聲音比電子聲音來得多。「一個由管樂器、敲擊樂器與鋼琴組成的群體，交替伴隨工廠噪音的變聲以及船舶警報器與馬達的聲音，並由兩具大喇叭播放出來。」
《沙漠》在巴黎首演，並由法國廣播電台作立體聲播送。在德國漢堡的首演由布魯諾·馬代爾納擔任指揮，卡爾海因茲·史托克豪森操作錄音帶的控制。作品標題《沙漠》是由他人推薦給瓦雷茲，其意義不僅是「所有實體的沙漠（包括沙、海、雪、外太空或空曠街道的），也是人類內心的沙漠；不僅是那些被剝去公認為赤裸、超然離群、永恆的自然的一面，也是沒有望遠鏡可以達到的偏僻內在空間，在那裏人是孤獨的，一個迷樣的世界並且必然孤寂。」
1958年，哥倫比亞-普林斯頓發展出RCA馬克2號聲音合成器，是第一部可程式化的合成器。卓越的作曲家例如弗拉基米尔·乌萨切夫斯基、奧托·呂寧、米爾頓·巴比特、查尔斯·武奥里宁、哈利姆·埃爾-達巴、布蘭特·阿瑞爾與馬里奧·大衛朵夫斯基將RCA合成器廣泛用於不同的作品。埃及的哈利姆·埃爾-達巴是早期錄音室中最具影響力的作曲家之一，於1944年發展了最早的知名電子化磁帶音樂之後，又因《蕾伊拉與詩》（Leiyla and the Poet）而變得更有名。那是一套1959年的電子合成系列作品，堅決要求電子與民俗音樂深刻且無縫的融合，此與當時像巴比特等序列主義作曲家以更數學化的方式切入形成明顯的對比。埃爾-達巴的《蕾伊拉與詩》，於1961被作為《哥倫比亞-普林斯頓電子音樂中心》專輯的一部分發行，被一群音樂家引用並深受影響，範圍從尼爾·羅尼克、查爾斯·阿默堪尼安與艾莉絲·謝爾茲到搖滾音樂家弗蘭克·扎帕與西岸流行藝術實驗樂隊。

### 隨機音樂
一個重要的新發展是電腦的出現並用於創作音樂，而非操控或創造聲音。伊阿尼斯·澤納基斯開創所謂的隨機音樂（法語：musique stochastique），是使用數學機率系統的一種作曲方法。一組受參數控制的不同機率演算法被用來創作樂曲。澤納基斯利用電腦創作曲子，包括為弦樂4重奏而寫的《ST/4》與為管弦樂團而寫的《ST/48》（兩首均完成於1962年）、《莫西瑪-阿莫西瑪》（Morsima-Amorsima）、《ST/10》及《阿垂斯》（Atrées）等作品。他發展了UPIC電腦系統，用來轉換圖像以融入音樂成果，並且以它創作了《米仙·阿爾發》（Mycènes Alpha，1978年）。

### 1950年代中期至晚期
1954年，史托克豪森創作了他的《研究2》——是第一部以樂譜型式出版的電子音樂作品。在1955年，更多實驗性電子錄音室開始出現。比較值得注意的有米蘭無線電聲音樂錄音室的創建、由黛敏郎在東京建立的NHK錄音室，以及位於荷蘭恩荷芬的飛利浦錄音室，後者於1960年遷移至烏特勒支大學而成為索諾勒吉研究所。
1956年電影《禁忌星球》的配樂，是由路易斯與貝貝·貝隆作曲，完全使用客製化電子電路及磁帶錄音機製作而成。
世界第一台用來演奏音樂的電腦是CSIRAC，係由特雷弗·皮爾塞與馬斯頓·貝爾德（Maston Beard）設計製造。數學家吉歐夫·希爾（Geoff Hill）自1950年代最早期就開始為CSIRAC撰寫程式，用來演奏流行音樂旋律。1951年它公開演奏《柏忌上校進行曲》（電影《桂河大橋》主題曲），但並無錄音檔留存下來。然而，CSIRAC只是用於演奏標準曲目，並未用於延伸音樂思想或作曲實踐。CSIRAC從來沒有被錄音，但是音樂的演奏方式確實被重新建構。電腦產生音樂的最早錄音是由Ferranti Mark 1電腦所演奏，那是「嬰兒機器」的一個商業化版本，由曼徹斯特維多利亞大學於1951年秋天開發出來。音樂程式是由克里斯多福·斯特雷奇撰寫。
電腦所造成的衝擊在1956年仍舊持續。雷賈倫·希勒與李奧納德·艾薩克森（Leonard Isaacson）為弦樂四重奏創作了《伊里亞克組曲》，那是第一個使用電腦輔助作曲（內含作曲演算法）的完整作品。「……希勒假設電腦是可以用特定形式的規則施以教育，隨後再被呼叫出來照著作曲。」其後的發展包括麥克斯·馬修斯在貝爾實驗室的工作，他發展出頗具影響力的MUSIC I程式。1957年，MUSIC成為最早演奏電子音樂的電腦程式之一。人聲編碼器技術也同樣是此領域的早期主要發展項目。1956年，史托克豪森創作了《青年之歌》，那是科隆錄音室的第一首主要作品，創作靈感來自《但以理書》的一段文字。那年一項重要的技術發展是Clavivox合成器的發明，係由雷蒙·史考特創造，並由羅伯特·穆格協助組裝。
同樣在1957年，吉德·巴爾坦（迪克·雷馬克斯）與湯姆·迪塞維爾特發表他們的首次登台專輯《第二月亮之歌》（Song Of The Second Moon），是在飛利浦錄音室錄製完成。大眾對世界各地創造出來的新聲音仍然維持著高度興趣，並持續到1958年瓦雷茲作品《電子音詩》在比利時布魯塞爾世界博覽會飛利浦展示館的演出，該場表演共使用了四百具揚聲器。同年，阿根廷作曲家毛里西歐·卡蓋爾創作了《轉變2》（Transición II）。該作品在科隆的WDR錄音室製作。有兩位音樂家使用一部鋼琴表演，一位以傳統方式，另一個則在鋼弦、框架與盒子上表演。另外還有兩位表演者使用磁帶錄音機來整合現場聲音以及預先準備的過去表演錄音。

## 擴張：1960年代
這是個電子音樂多產的年代——不只在學術界，獨立藝術家們也是如此，那是因為合成器技術變得更加容易操作。在這段期間，一個強而有力的作曲家與音樂家社群建立並茁壯，致力於創造新聲音與新樂器。1960年見證了呂寧為小提琴與錄音帶而作的《滴水嘴獸》（Gargoyles），以及史托克豪森為電子聲音、鋼琴與敲擊樂器而作的《接觸》首演。該作品存在兩個版本——其中一個是4頻道錄音帶；另一個則是人群表演的錄音帶。「在《接觸》裡，史托克豪森放棄基於線性發展與戲劇性高潮的傳統音樂型式。他稱這種新方法為『瞬間型式』（moment form），類似20世紀早期發展出來的電影剪接技術。」
第一個此類合成器是布奇拉，出現於1963年，是具體音樂作曲家莫頓·蘇柏尼克的一個先導性產品。
特雷門從1920年代起就有人使用，但它獲得高度歡迎則是始於1950年代被用在科幻電影的原聲帶音樂（例如伯納德·赫爾曼為《地球停轉之日》經典的譜曲）。
在此時期的英國，BBC播音工作室（1958年建立）逐漸成為全世界最具生產力且廣為人知的電子音樂錄音室，這得歸功於他們為BBC科幻系列節目《超時空博士》所作的大量貢獻。當時一位最具影響力的英國電子藝術家是該工作室員工戴莉亞·德比夏，她以1963年為具象徵性的《超時空博士》主題曲實踐電子音樂而聞名，該主題曲由朗·葛雷納作曲。

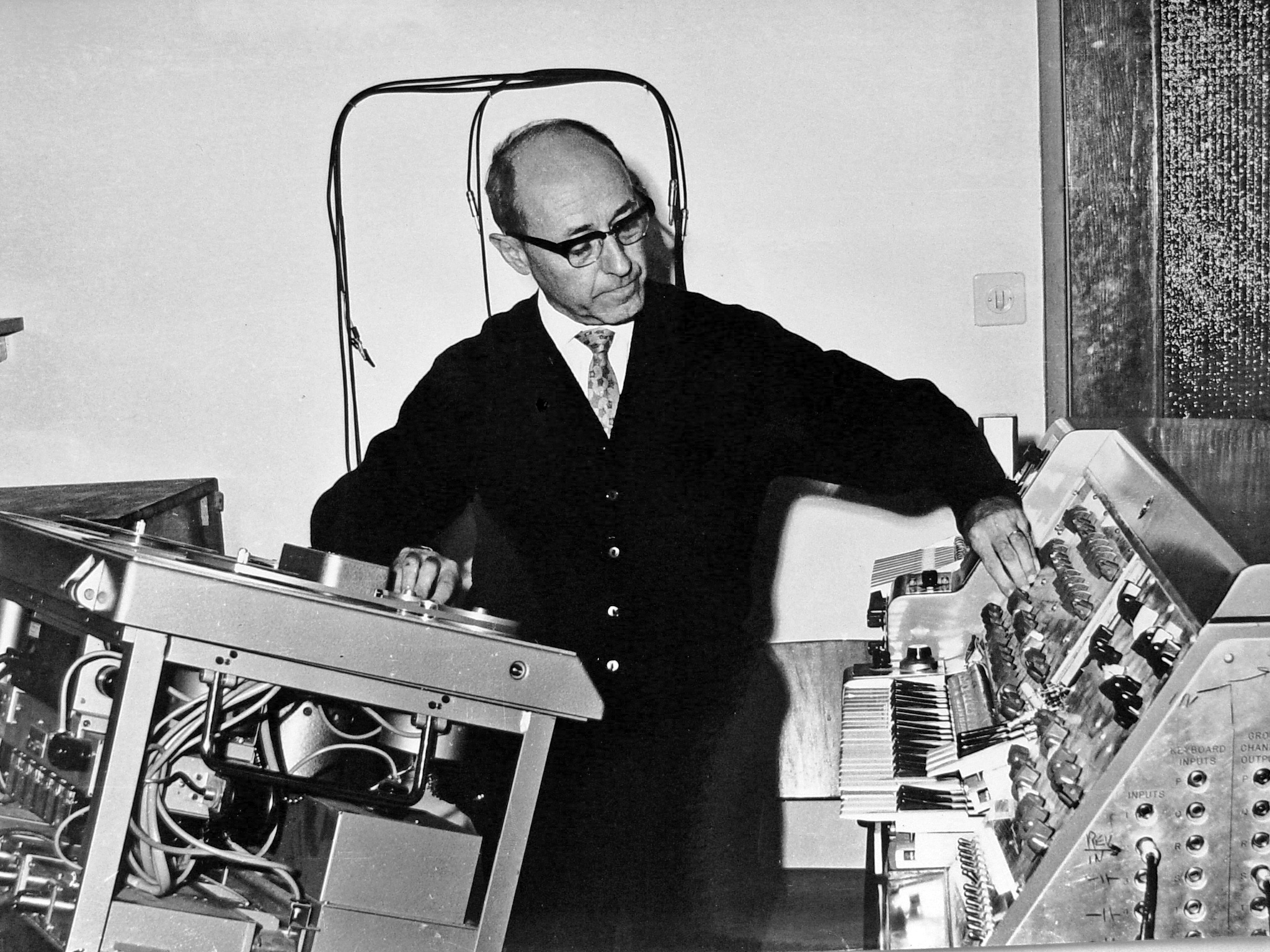
以色列作曲家約瑟夫·塔爾在耶路撒冷電子音樂錄音室（1965年頃）。在右邊的是休·勒·凱恩特別為帶式錄音而做的聲音合成器。

1961年，約瑟夫·塔爾在希伯來大學建立了「以色列電子音樂中心」，而1962年休·勒·凱恩抵達耶路撒冷並將他的「創新帶式錄音機」安裝於此。後來到了1990年代，塔爾與舒洛莫·馬凱爾博士（Dr. Shlomo Markel）共同帶領一個與以色列理工學院及福斯汽車基金會（VolkswagenStiftung）的合作研究計畫（Talmark），致力發展一套電子音樂的樂譜系統。
米爾頓·巴比特使用合成器創作他的第一部電子作品——《為合成器作曲》（1961年），過程中使用了位於哥倫比亞-普林斯頓電子音樂中心的RCA合成器。
對巴比特而言，有3個理由讓他覺得RCA合成器實現了夢想。第一，精準控制每一個音樂元素的能力。第二，原本需要耗費時間以實踐精心創作，現在卻能以簡單實用的方式達成。第三，問題不再是「人類表演者的極限是什麼？」而是「人類聽覺的極限是什麼？」

有些合作案也跨越了海洋與大陸。1961年，烏薩切夫斯基邀請瓦雷茲到哥倫比亞-普林斯頓錄音室（CPEMC）。在抵達後，瓦雷茲著手進行作品《沙漠》的修訂版，由馬利歐·達維多夫斯基及畢倫·阿瑞爾協助。
發生在CPEMC及其他地方的熱烈活動，鼓舞了莫顿·薩博尼克，便在1963年與寶琳·奧利維洛、雷蒙·仙德（Ramon Sender）、安東尼·馬丁（Anthony Martin）、特里·賴利等人共同創建了舊金山帶式音樂中心。賴利在加錄到原帶的作品《彎曲大氣中的彩虹》（1967年）中採用了各式各樣的電子鍵盤樂器，全部由作曲家即興演奏。
之後，該中心遷移至米爾斯學院，由寶琳·奧利維洛指導，如今稱為「當代音樂中心」。
在同時期的舊金山，作曲家史丹·夏夫（Stan Shaff）以及設備設計師道格·麥易群（Doug McEachern）在舊金山州立學院發表了第一場「Audium」音樂會（1962年），隨後又在舊金山現代藝術博物館（SFMOMA）創作了另一件作品（1963年），可以設想它是即時地在空間中控制聲音的流動。共有12具喇叭環繞著聽眾，另有4具喇叭被裝置在上方一個旋轉的、看似可移動的結構內。在次年（1964年）於SFMOMA的一次表演中，《舊金山紀事報》音樂評論家阿爾弗列德·弗蘭肯史坦因（Alfred Frankenstein）如此評論：「立體聲音連續體的可能性難得被廣泛地探索出來」。1967年，第一座Audium劇場，也就是「立體聲音連續體」開幕，每周舉辦表演直到1970年為止。1975年，由國家藝術基金出資成立一個新的Audium劇場，由地板至天花板都是為立體聲音創作與表演而設計。「相形之下，有一些作曲家藉由設置在表演空間內的多具喇叭，切換或篩選各音源來操作立體聲音。在這個方法中，空間操作的組成取決於各喇叭的位置，通常利用了場域的聲學特性。範例有瓦雷茲的作品《電子音詩》（於1958年在布魯塞爾世界博覽會飛利浦展示館表演的錄音帶音樂）以及史丹利·夏夫（原文如此）目前仍活耀於舊金山的Audium設施。」經由每周一次的固定節目（在40年內已超過4,500場），夏夫「雕塑」聲音，透過176具喇叭表演如今已數位化的立體作品。
全尺寸穆格調諧合成器的一個知名使用案例是溫蒂·卡洛斯的《接電巴哈》專輯，它觸發了合成器音樂的狂熱。
皮特羅·葛羅西是義大利的電腦作曲與帶式音樂先鋒，他首先於60年代早期實驗電子技術。葛羅西曾經是個大提琴演奏家以及作曲家，於1917年在威尼斯出生。他於1963年成立了佛羅倫斯音韻音樂工作室（義大利語：Studio de Fonologia Musicale di Firenze，縮寫S 2F M），以實驗電子聲音及作曲。

### 電腦音樂
CSIRAC是第一台表演音樂的電腦，早在1951年8月便公開表演過。第一個電腦音樂的大規模公開展示是1962年2月10日在NBC廣播網全國性節目《監視》播放預先錄好的廣播節目。1961年，拉法·史都華使用愛荷華州立大學的CYCLONE電腦（ILLIAC的一項衍生產品）撰寫程式，經由一具連接到系統的擴音器表演簡單、可辨識的旋律，原先是為了管理與診斷目的。在一場訪談史都華先生過程中，播放著他的電腦音樂。
在1950年代晚期、1960年代及1970年代也可見到大型電腦主機合成器的發展。從1957年開始，貝爾實驗室的麥克斯·馬修斯發展MUSIC程式，最終達到MUSIC V，是一個直接數位合成器語言。

### 現場電子
在美國，現場電子的先驅者有1960年代初期米爾登·柯亨（Milton Cohen）位於密西根州安娜堡的太空劇院成員們如戈登·穆瑪及羅伯特·阿什利，獨立製作者如大約1965年投入的大衛·德鐸，以及由戈登·穆瑪、羅伯特·阿什利、阿爾文·路希爾及大衛·貝爾曼等人於1966年成立的聲音藝術聯盟。1960年，約翰·凱吉創作了《音樂盒》（Cartridge Music），是最早的現場電子作品之一。
在1964年的歐洲，卡爾海因茲·史托克豪森創作了為鑼、手持麥克風、濾波器及電位計所寫的《麥克風1號》，以及為管弦樂、4部正弦波產生器及4部環形調諧器所寫的《混合》。1965年，他創作了為唱詩班、漢門式電風琴及環形調諧器所寫的《麥克風2號》。
爵士作曲家和音樂家保羅·布雷及安內特·皮考克在1960年代晚期使用穆格合成器進行了第一次現場音樂會的部分表演。皮考克規律地利用客製化的穆格合成器在舞台上以及在錄音室錄音時處理她的聲音。
1966至67年，里德·嘎札拉發現並且開始教學「電路擾動」——創意短路的應用，一種偶然短路的程序，創造出實驗性電子樂器，主要在音色上而較少在節奏或旋律上探索聲音的元素，並且受到約翰·凱吉的偶然音樂概念所影響。

## 流行化：1970年代到1980年代早期

### 合成器
1970年穆格音樂公司開始生產迷你穆格，是第一批可以被廣泛取得、可攜式及相對負擔的起的合成器之一。它成為流行與電子藝術音樂中最廣泛使用的合成器。派屈克·格里森與賀比·漢考克於1970年代開始時就一起用它播送現場音樂，成為在巡迴音樂會中使用合成器的先鋒，不過他們也為早期機器的功能設計並不完善而感受到壓力。
1974年，在科隆的西德廣播（WDR）錄音室取得EMS Synthi 100合成器，許多作曲家用它來創作著名的電子音樂作品——包括魯爾夫·吉哈爾的《五首德國舞曲》（Fünf deutsche Tänze，1975年），卡爾海因茲·史托克豪森的《天狼星》（1975－76年）以及約翰·馬蓋爾的《脈衝音樂3號》（Pulse Music III，1978年）。
1980年代早期人們見識到了貝斯合成器的興起，最具影響力的是樂蘭TB-303。那是一部貝斯合成器暨音序器，發表於1981年晚期，後來成為電子舞曲的一項必要設備，特別是迷幻浩室樂派。率先使用者之一是1982年的查蘭吉特·辛格，不過當時尚未普及，直到1987年未來樂團推出《迷幻音軌》才有所改變。

### IRCAM、STEIM及EMS
位於法國巴黎的IRCAM成為一個主要的電腦音樂研究與實踐的中心，發展出索吉泰克4X電腦系統，並以革命性的即時數位訊號處理為特色。皮耶·布萊茲的《響應》（1981年）是為24位音樂家及6位獨奏者而作，使用4X轉換以及將獨奏者們安排上揚聲器系統。
STEIM是電子表演藝術方面的一個新樂器研發中心，位於荷蘭的阿姆斯特丹。STEIM自從1969年就已存在，是由米夏·曼賀柏格、路易斯·安德里森、彼得·夏特、迪克·雷馬克斯、讓·凡·弗萊曼、雷恩伯特·狄·利物及康拉德·伯默爾所共同建立。這群荷蘭作曲家為了改革阿姆斯特丹封閉的音樂環境而奮鬥；他們堅決支持任命布魯諾·馬戴納為皇家大會堂管弦樂團音樂指導，並且為荷蘭的實驗與即興創作電子音樂進行第一次的公眾募資。
電子音樂研究所（EMS）的前身為「瑞典電聲音樂」，是瑞典電子音樂與聲音藝術的國家中心。該研究組織於1964年在斯德哥爾摩創立。

### 流行電子音樂的興起

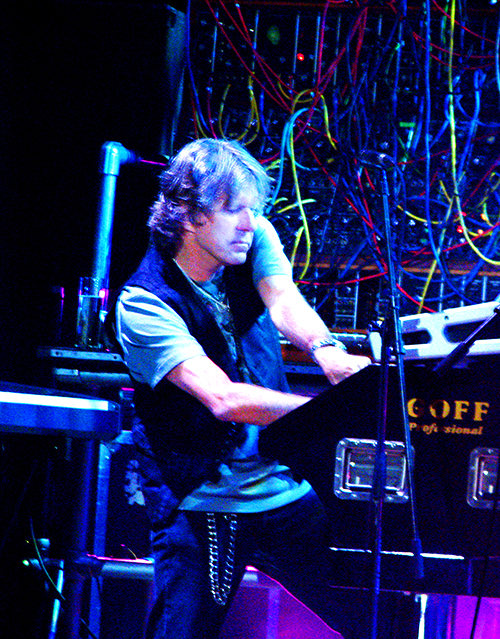
基斯·艾默森在2008年於聖彼得堡表演

1960年代晚期，包括海灘男孩、披頭四樂團等流行與搖滾音樂家，開始使用特雷門、魔音琴等電子樂器，用來補強及定義他們的聲音。在這10年的尾聲，穆格合成器在的新興的前衛搖滾取得了領導地位，一些樂團如平克·佛洛伊德、Yes、愛默生、雷克與帕瑪及創世紀樂團，都用它來創作部分的音樂。樂器演奏型前衛搖滾在歐洲大陸特別顯著，使得一些樂團如發電廠樂團、橘夢樂團、罐头乐队及浮士德樂團，得以避開語言上的障礙。他們大量使用合成器的「德式搖滾」風格，伴隨著布萊恩·伊諾（曾經是羅西音樂的鍵盤手）的創作，對後來的合成搖滾影響重大。
電子搖滾也被一些日本音樂家製作出來，包括富田勳的《電子武士：知道最新的搖滾》（1972年），該曲使用了穆格合成器演奏當代的流行與搖滾歌曲；以及喜多嶋修的前衛搖滾專輯《曼荼羅》（1974年）。1970年代中期見證了電子音樂家的興起，例如讓-米歇爾·雅爾、范吉利斯，以及富田勳，後者與布萊恩·伊諾對新世紀音樂的發展有巨大影響。
在龐克搖滾到來以後，一種基本的合成搖滾型式興起，越來越多地使用新式數位科技來取代其他樂器。成為先鋒的樂團有1977年發表單曲《廣島之戀》的超音波樂團、來自日本的黃色魔術管弦樂團、蓋瑞·紐曼、流行尖端、人類聯盟合唱團、夜半行軍樂團、來自英國的管路軍隊樂團，以及來自美國的迪沃樂團。黃色魔術管弦樂團藉由他們的同名專輯（1978年）及《固態生還者》專輯（1979年），對合成流行樂的進展有著特別的貢獻。MIDI的定義以及數位音訊的發展，讓純電子聲音的發展更加容易。這些發展導致合成流行樂的茁壯，之後被新浪漫主義運動採用，導致合成器主宰了80年代初期的流行及搖滾音樂。扮演關鍵角色的有杜蘭杜蘭、史班都芭蕾合唱團、海鷗樂團、文化俱樂部、Talk Talk、日本樂團以及舞韻樂團。合成流行樂有時使用合成器來取代其他所有樂器，直到這個形式於1980年代中期開始於流行界失寵為止。

### 音序器與鼓機
音序器大約在20世紀中期開始被使用，富田勳1970年代中期的專輯成為後來的範例。1978年，黃色魔法管弦樂團使用以電腦為基礎的科技連結一部合成器來製作流行音樂，完成了他們在微處理器為基礎的Roland MC-8微處理器音序器上的早期應用。
鼓機又稱為節奏機，也是約於1950年代晚期開始被使用，一個稍後出現的例子是喜多嶋修的前衛搖滾專輯《曼荼羅》（1974年），它使用了一個節奏機伴隨著電子鼓以及一部合成器。1977年，超音波樂團的《廣島之戀》是最早使用類似節拍器的敲擊樂器樂蘭TR-77鼓機的單曲之一。1980年，樂蘭公司推出了樂蘭TR-808鼓機，是最早也是最受歡迎的可編程鼓機。最早使用它的樂團是1980年的黃色魔法管弦樂團，而由於1982年馬文·蓋伊作品《性感療傷》及阿非利加·班巴塔作品《行星搖滾》的發行，該機後來被廣為使用。在後來的1980年代晚期底特律鐵克諾風潮中，TR-808成為基本工具，也是德里克·梅及胡安·阿特金斯的首選鼓機。

### MIDI的誕生
1980年，一群音樂家與音樂商人會面以推動一種新的介面標準，令新樂器得以與其他樂器及電腦溝通控制指令。這個標準稱為樂器數位介面（MIDI），是幾家領導廠商如時序電路、奧伯海姆、樂蘭、山葉等合作的成果，後來的參與者還包括、擴樂格及河合。1981年，時序電路的戴夫·史密斯提交一篇論文給音頻工程學會。接著在1983年8月，MIDI標準1.0版定案。
MIDI技術允許單一敲擊鍵、旋鈕動作、踏板動作或從微電腦下達指令，由遠端工作室來啟動所有裝置，並且同步化，使每樣裝置都依照作曲家預先決定好的條件運作。
MIDI儀器及軟體能有效控制複雜的樂器，而且其價格是許多錄音室及個人都能輕鬆負擔的起。透過音樂採樣及樣本唯讀記憶體為基礎的樂器，聲學音效已可在錄音室重建。
米勒·普凱特為4X電腦發展一套稱為Max的圖形化信號處理軟體（依麥克斯·馬修斯之名），隨後被引入麥金塔電腦（由戴夫·齊卡瑞里（Dave Zicarelli）為Opcode系統公司開發），以便進行即時MIDI控制，為大部分不具備電腦程式語言背景的作曲家帶來演算法作曲的可能性。

### 數位合成
1975年，日本山葉公司由約翰·喬寧獲得調頻合成器（FM合成器）演算法的授權。喬寧自1971年便開始在史丹佛大學實驗這項技術。山葉的工程師調整他的演算法令其適用於數位合成器，加入了類似「按鍵尺度」的方法以強化性能。該方法可用來避免通常會發生在類比系統調頻過程中的失真。然而，第一部公開發表的商業化數位合成器應該是1979年澳洲費爾萊特公司的費爾萊特CMI（電腦樂器，Computer Musical Instrument），那是第一部實用化多音的數位合成／取樣系統。
1980年，山葉終於發表了第一部FM數位合成器——山葉GS-1，但是價格昂貴。1983年，山葉推出第一部獨立運作的數位合成器DX-7，它也使用FM合成器，應該是史上最賣座的合成器之一。DX-7以其易於辨識的明亮音調而著名，這點部分歸功於57kHz的超額取樣率。
貝瑞·佛柯如此描述他對早期電腦聲音的經驗之一：
1982年在巴黎的IRCAM，長笛演奏者賴瑞·博勒嘉德已經將他的長笛與DiGiugno的4X音訊處理器連結，得以即時跟上音高。在當年的古根漢奬裡，我藉由自動同步伴奏將這個概念延伸到即時跟隨譜曲，並且在後續的兩年多裡，賴瑞與我將電腦當成為室內樂家並賦予很多示範，包括演奏韓德爾長笛奏鳴曲、布萊茲為長笛與鋼琴而作的《小奏鳴曲》以及我自己在1984年為長笛與電腦而作的《突觸II》（Synapse II）——第一首特別為這種裝置組合而創作的作品。一個主要的挑戰是找尋正確的軟體架構以支持高敏感性且易受影響的伴奏。這些都是MIDI出現前的事，即使高比重的彈性速度持續讓我的「合成器表演者」吃驚，但結果仍然令人印象深刻。1985年，我們藉由加入「由試演自我學習」的方法解決了彈性速度的問題（每次你以此方式演奏，機器都會變得更好）。我們也正在嘗試小提琴，因為我們傑出而年輕的長笛演奏家得到致命的癌症。此外，這個版本使用一個稱為MIDI的新標準，而且在此我有以前的學生米勒·普凱特協助，後來他將這份任務的初步概念擴展成一個稱為MAX的程式。

### 晶片音樂
低價家用電腦的新能力在1980年代及1990年代導致了晶片音樂的興起。晶片音樂是以聲音格式寫成的音樂，藉由一台電腦或電子遊戲機的聲音晶片，許多聲音材料被即時合成與定序，有時包括樣本為基礎的合成以及低位元樣本的播放。晶片音樂的lo-fi（低傳真）聲音特性是早期音效卡技術限制所造成的結果；然而，憑著它自己的力量，這種聲音自此以後變成被追求的目標之一。

## 1980年代晚期至1990年代

### 舞曲的興起
1980年代晚期，僅使用電子樂器製作的舞曲錄音變為越來越受歡迎，這種音樂節奏感強烈而急促，搭配電子音色的組合，其旋律有十分新奇的感受，且可以多次混音，讓每次表演的作品都保持略有差異的獨特性。這種趨勢持續至今，全世界的夜店都常態性地播放電子舞曲。當下，電子舞曲非常受歡迎，存在著專屬的廣播電台與電視頻道。

### 進展
其他的發展包括托德·麥克弗（來自MIT與IRCAM）為超級大提琴（hypercello）而作的合成器樂曲《開始一遍又一遍》（Begin Again Again），那是一台具有多個感測器以便量測大提琴家實體動作的互動系統。麥克斯·馬修斯為了即時節拍、動態及音色控制，發展一套可預先輸入電子樂譜的「指揮」程式。莫頓．薩布尼克發表一張多媒體的CD-ROM《我所有的蜂鳥都有藉口》（All My Hummingbirds Have Alibis）。

## 2000年代與2010年代

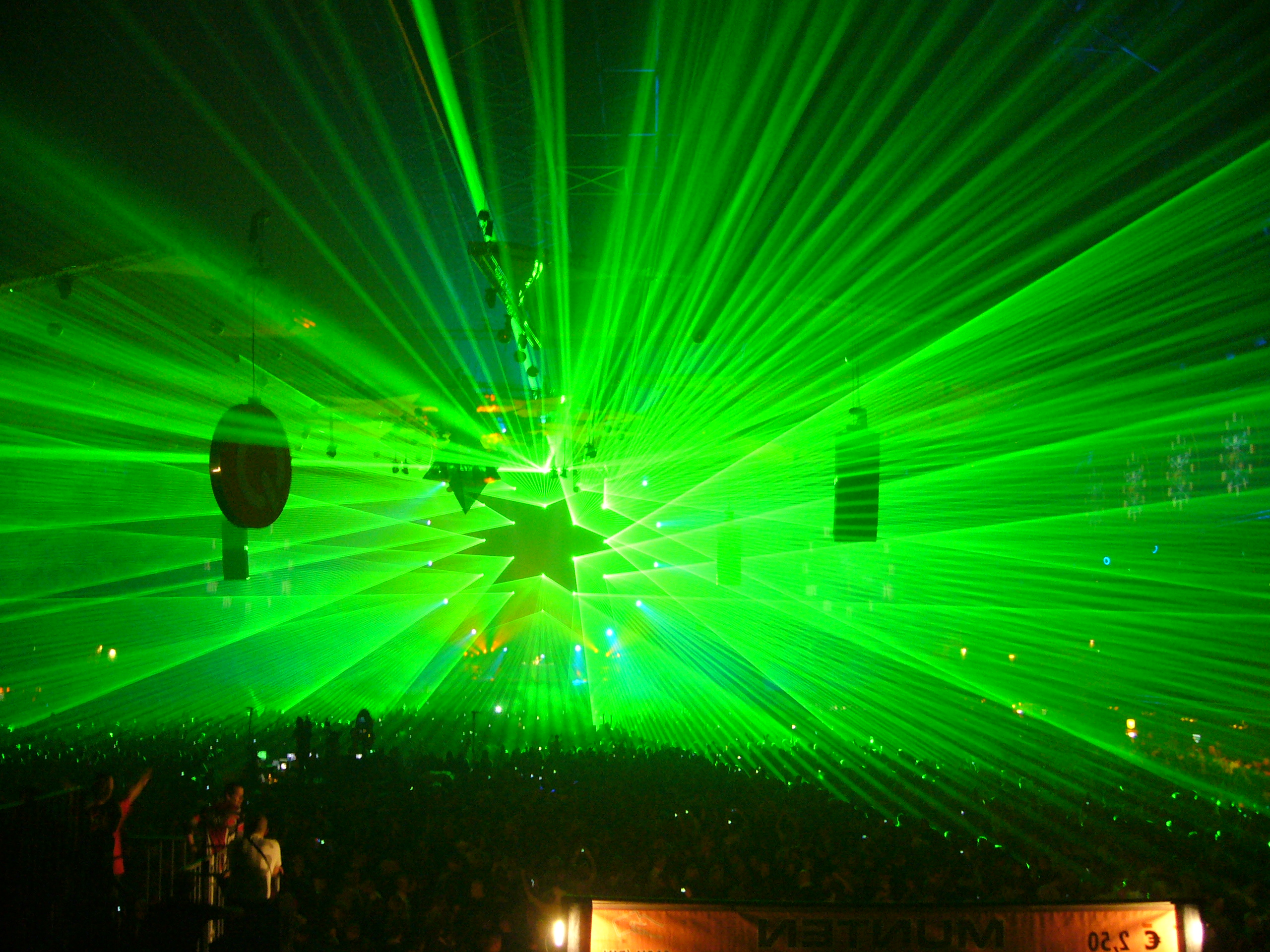
Qlimax，一個大型的電子音樂盛事，每年在荷蘭舉辦，慶祝電子音樂的硬式子類型

最近幾年，當電腦科技已經變得更容易接近並且音樂軟體已經進步，與音樂製作互動的科技現在已能實用化，因而得以支持與傳統音樂音樂表演型式不同的實踐方法：例如，膝上型電腦表演（laptronica）以及現場編碼。通常，現場PA這個名詞專指任何電子音樂的現場表演，無論是否伴隨膝上型電腦、合成器或其他裝置。
在最近十年裡，一些以軟體為基礎的虛擬錄音室環境已經出現，運用如Propellerhead的Reason及Ableton Live等產品以尋找流行吸引力。這類軟體對於典型以硬體為基礎的創作錄音室提供可實行且划算的替代方案，並且感謝微處理器科技的進步，現在使用稍微比單一膝上型電腦多一點點的設備，就能創造高品質的音樂。這項進步已經使音樂創作大眾化，導致在家製作的電子音樂數量大幅增加，並透過網際網路對大眾公開。
藝術家們現在也可以藉由創造個人化的軟體合成器、效果模組及各種作曲環境，將他們作品個性化。過去曾經在硬體領域裡存在的各種專業裝置，都可以輕易地擁有虛擬版本。一些為達到這些目標的更受歡迎軟體工具是商業化發表的，例如Max/Msp及Reaktor；另有一些則是開源軟體，例如Csound、Pure Data、SuperCollider及ChucK。

### 電路擾動

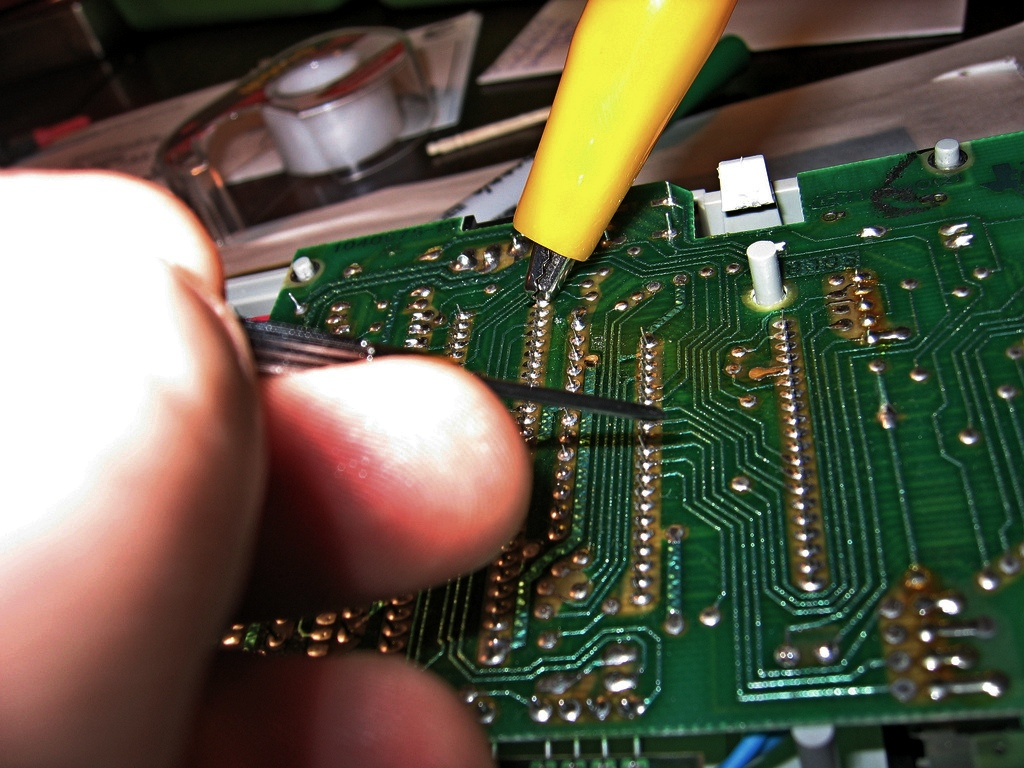
利用一支鐘錶商用的螺絲起子及鱷魚夾探索「擾動」

電路擾動是在電子裝置內部創造客製化電路的方法，例如低電壓電池驅動的吉他音效、小孩子的玩具與用來創造新音樂、視覺儀器及聲音產生器的小型數位合成器。強調自然發生及隨機性，這些電路擾動的技術已經被通常地關聯到噪音音樂，儘管更多傳統當代音樂家以及音樂團體已經知道去實驗「擾動」樂器。電路擾動經常牽涉到拆解機器並且加上例如開關或電位器（可變電阻）等組件，用來修改電路。伴隨著對類比合成器電路擾動興趣的復甦，此技術成為一個為許多實驗音樂家來創造他們自己個別的類比聲音產生器的廉價的解決方案。現今許多圖解可以被找到來建構噪音產生器例如雅達利朋克主控台或是Dub Siren，亦可經由簡單修改孩子的玩具而得到同樣的效果，例如知名的Speak & Spells即常被電路擾動者拿來修改。里德·嘎札拉通常被認為是「電路擾動之父」，因為他最早由Speak & Spell發現，並且自從開始他的工作他已經具備學徒資格。